# CutreLux
CutreLux es un movimiento estético del pop vanguardista, ecléctico, contracultural y transgresor, nacido en los años 80 en España, durante la Movida madrileña creado por el artista y cantante Paco Clavel. Consiste en reutilizar y asignar un valor decorativo a objetos y elementos cotidianos y, hasta cierto punto vulgares o anodinos en su uso habitual, tales como: etiquetas de precios a modo de lentejuelas, cartones de huevos para elaborar pamelas, etc.
Sirvió para definir un estilo de vestir de la posmodernidad, español y "cañí", del que Paco Clavel fue el máximo exponente.
Cercano al kitsch y al punk, es frecuente su aplicación para la creación de ambientes en los decorados y ropajes de los personajes de varias películas de Pedro Almodóvar. El cutrelux es el aspecto de reportera agresiva de Victoria Abril en Kika.
El concepto "cutreLux" continúa utilizándose en la actualidad por el propio artista y para definir estéticamente determinadas situaciones.
Paco Clavel dio el nombre de CutreLux a un disco editado por Radio Nacional de España publicado en 1990 y en un espectáculo.
Al cutreLux le sucedió guarry-pop, nombre del siguiente espectáculo de Paco Clavel presentado en 1993 «en consonancia con los guarry-tiempos que estamos viviendo actualmente [explicó Paco Clavel]. En guarry-pop reivindico toda esa basura glamourosa que nos rodea, convirtiéndola en algo lúdico y divertido».